# 芒斯特理工大学
芒斯特理工大学（英語：Munster Technological University，缩写为MTU）是爱尔兰一所大学，学校有6个校区，分布在科克郡和凱里郡，该校成立于2021年1月。由科克理工学院与特拉利理工学院合并组成，2020年5月宣布合并计划，新大学有18,000多名学生，2,000多名工作人员。
該校是继都柏林理工大学之后，爱尔兰的第二所理工大学。